# Susana Feitor
Susana Paula de Jesus Feitor  (Alcobertas, 1. siječnja 1975.) je portugalska atletičarka. Glavna disciplina joj je brzo hodanje.
Najveći joj je uspjeh osvojena brončana medalja na Svjetskome prvenstvu u Helsinkiju 2005. godine u disciplini 20 kilometara brzo hodanje.
Jedan od uspjeha je i osvojena brončana medalja na Europskom prvenstvu u  Budimpešti 1998. godine u disciplini 10 km brzo hodanje. Susana je visoka 1,60 m i teška 51 kilogram.

## Osobni rekordi
- 3 000 m brzo hodanje: 12:08,30 min,  2001. godine u Vila Real St António, Portugal
- 5 000 m brzo hodanje: 20:40,24 min, 2001. godine u Rio Maior, Portugal
- 10 000 m brzo hodanje: 44:07,80 min,  2003. godine u Seia, Portugal
- 10 000 m brzo hodanje: 42:39 min,  2001. godine u Lanciano, Italija
- 20 000 m brzo hodanje: 1:29:36,4 sat, 2001. godine u Lisabon, Portugal
- 20 000 m brzo hodanje: 1:27:55 sat, 2001. godine u Rio Maior, Portugal

## Vanjske poveznice
- Iaaf-ov profil Susane Feitor